# Presbytis siamensis
El surili de muslos blancos (Presbytis siamensis) es una especie de primate catarrino de la familia Cercopithecidae. Es endémico en la península de Malaca, el archipiélago de Riau y Sumatra. Se reconocen cuatro subespecies, P. s. siamensis, P. s. cana, P. s. paenulata y P. s. rhionis, pero la clasificación es discutida y requiere revisión, e incluye al surili de la isla Natuna (Presbytis natunae como subespecie o alternativamente ambos se les ha considerado subespecies del surili de bandas Presbytis femoralis.